# Everybody (Madonna-dal)
Az Everybody című dal az amerikai énekesnő Madonna debütáló kislemeze, amely 1982. október 6-án jelent meg a Sire Records kiadónál. A dal a Madonna című debütáló album vezető kislemeze. A dal demó változatát Madonna Steve Bray-vel közösen rögzítette, majd a felvételt elvitték DJ Mark Kamins lemezlovashoz, aki lejátszotta a felvételt, akit teljesen lenyűgözött a dal, majd elvitte a Sire Records kiadóhoz, ahol két dalra való szerződést kötöttek Madonnával. Azonban Michael Rosenblatt, a kiadó ügyvezetője nem volt túlságosan érdeklődő a másik dal iránt, így csak az "Everybody" című dal kiadása mellett döntött.
Az R&B stílusú infúziós ütemek, valamint a lemezborító képe azt a benyomást keltette, hogy Madonna fekete előadó. Ez a benyomás nem tartott sokáig, mivel Madonna meggyőzte a Sire Records vezetőit, hogy készítsenek videóklipet a dal számára. A dalhoz egy alacsony költségvetésű klip készült, melyet Ed Steinberg rendezett. A klipben Madonna és barátai egy klubban énekelnek, és táncolnak. A videó jelentősen hozzájárult a dal promóciójához, és elindította Madonna karrierjét is, mint előadó.
A dalt a zenekritikusok nem értékelték, és nem volt slágerlistás helyezés a Billboard Hot 100-as listán, azonban felkerült a dance listákra. A dal iránti érdeklődés során Madonnának sikerült elérnie, hogy egy táncmagazinban megjelenjen. Számos alkalommal előadta a dalt, először a The Virgin Tour keretein belül, majd a The Girlie Show World Tour részeként az utolsó dal volt. Később a The MDNA Tour részeként is, és legutóbb a 2023–2024-es The Celebration Tour koncertturnékon. A dal felkerült remixelt változatban az 1987-es You Can Dance című remix albumra is, és a 2009-ben megjelent "Celebration" című válogatásalbum deluxe változatára is.

## Előzmények és felvétel
1979-ben Madonna New York-ban élt, és barátjával, Dan Gilroy-al a The Breakfast Club rockbanda tagjaként alapozta meg zenei karrierjét. 1980 végén csatlakozott hozzá barátja, a Detroitból származó Stephen Bray, aki az együttes dobosa lett, és általában hard-rock zenét játszott. Ezt követően azonban Madonna és Bray elhagyták a Breakfast Clubot, és megalapították az Emmy and the Emmys nevű zenekart. 1980 novemberében ketten elkezdtek dalokat írni, és ugyanekkor felvettek egy négydalos demószalagot, de nem sokkal ezután Madonna úgy döntött, hogy szólóművészként reklámozza magát. 1981-ben leszerződött egy Gotham Records nevű zenei menedzsment céghez. Időközben Madonna írt néhány dalt, úgy mint az "Everybody" az "Ain't No Big Deal" és a Burning Up című dalokat. A dalok demó felvételei mindig Madonnánál voltak, aki a New York-i Danceteria Night Club lemezlovasának DJ Mark Kaminsnak 1982-ben odaadta az "Everybody" felvételét, hogy játssza le a közönség számára. A dal sikeresnek bizonyult, és Kamins felajánlotta, hogy ha a dal szerződést kap, ő szeretne lenni a dal producere. Kamins bemutatta Madonnát főnökének Chris Blackwellnek, aki az Island Records tulajdonosa volt, de Blackwell elutasította. Michael Rosenblatt, aki a Sire Records művészeti és repertoár osztályán dolgozott, megjegyezte, hogy

"Madonna nagyszerű, és bármit megtesz, hogy popsztár legyen, és én pontosan ezt várom el egy művésztől, hogy teljes legyen az együttműködés közöttünk. Madonnánál tudtam, hogy van benne valami, és én azt terveztem, hogy építheti karrierjét, kiadhat kislemezeket, ahelyett, hogy rögtön egy albumot jelentessen meg, ami kockázatos, és bukáshoz vezethet.

Rosenblatt előzetesen 5000 dollárt ajánlott fel Madonnának, valamint plusz 1000 dollárt jogdíjként minden saját írt dalért. Madonna végül két 12" inches vinyl kislemez kiadására kötött szerződést a Sire Records vezetőjével Seymour Steinnel, akit lenyűgözött Madonna éneke, miután meghallgatta az "Everybody" című dalt a Lenox Hill kórházban, ahol éppen ápolták. Az "Everybody" 12" inches változatát Mark Kamins készítette a Bob Blank Blank Tapes Stúdióban New Yorkban. Kamins abban az időben szerelmi kapcsolatban volt Madonnával, aki Steve Bray-től vette át a felvételvezetést. Az új változat 5:56 perces játékidejű volt, valamint egy dub változat, mely 9:23 perces volt. Madonnának és Kaminsnak saját költségén kellett rögzítenie a kislemezt. Arthur Baker, Mark Kamins barátja mint zenei producer tevékenykedett a dal előállításában, és Fred Zarr stúdiózenésszel közösen a dalban billentyűs hangszert is felvettek.Később Zarr közreműködött Madonna stúdióalbumán is. A szerény költségvetés miatt visszafogott volt a felvétel, és egyben izgalmas is, mivel Madonna nem értette meg Kamins útmutatásait, és Kamins is szembesült a felvétel közben fellépő problémákkal. Az A. oldalon lévő "Ain't No Big Deal" című dal nem volt olyan sikeres, mint amelyet mindenki elvárt. Rosenblatt az "Everybody" című kislemezt a másik oldalon lévő "Ain't No Big Deal" című dallal szerette volna megjelentetni, de később meggondolta magát, és az "Everybody"-t a bakelitlemez mindként oldalára feltette, miután meghallotta az "Ain't No Big Deal" felvételét.

## Megjelenés
Az "Everybody" 1982. október 6-án jelent meg Madonna debütáló kislemezeként. A lemezt a Lou Beach által tervezett borítóval jelentették meg, mely egy hip-hop stílusú NYC utcai jelenetet ábrázolt. A borító és a dal R&B stílusa miatt Madonnát fekete bőrű előadónak hitték, amikor megjelent a lemez. Matthew Lindsay (The Quietus) szerint észszerűtlen volt, hogy a borító nem ábrázolta Madonnát, aki később a 80-as évek arca lett.
Az "Everybody" felvétele a New York-i Sigma Sound Stúdióban zajlott. A dal egy erősen szintetizált és beszédes bevezetéssel kezdődik, Madonna hangos lélegzetvételével. Madonna megmutatta bubble-gum stílusú hangját a dalban, melyet dupla számként rögzítettek. A dal A minorban íródott, és a dal kezdetén felemelkedik G-be, majd ezt követi a G – A – B – A . Az "Everybody" egy R&B stílusú fúziós ütemre épül. A Sire Records Madonnát afro-amerikai művészként népszerűsítette, ezzel a dalt a New York-i 92 KTU rádióban játszották le, melynek hallgatói afro-amerikaiak. Ezzel a dal slágerlistás helyezést ért el. A lemezborító egységesen egy hip-hop kollázst ábrázolt New York belvárosában, így a borító jellege miatt felvetődött a gondolat, hogy Madonna volt afro-amerikai.

## Fogadtatás

### Kritikák
Rikky Rooksby, a "The Complete Guide to the Madonna Music" című könyvében megjegyezte, hogy a dal elég lapos zárása a Madonna albumnak. A zenét mesterségesnek, ismétlődőnek, és ihletetlennek nevezte. Don Shewey a Rolling Stone magazinból megjegyezte, hogy eleinte az "Everybody" nem hangzik valami túl jól, aztán észrevehető annak egyetlen jellemzője, az a "lányos csuklás", mely a dalban újra és újra elhangzik. Ez eléggé irrítálja a hallgatót, és elküldi a pokolba. Végül csak rászánod magad, és újra meghallgatod, és felfedezel valamit az énekben. J. Randy Taraborrelli szerző a Madonnáról szóló életrajzában ritmikus party dalnak nevezte a felvételt.
Santiago Fouz-Hernández a Madonna Drowned Worlds című könyv szerzője az "Everybody" refrénjéről nyilatkozott, mondván, az "Everybody" és a "Music" – ez a két dal – meghatározzák Madonna művészi hitét, és a zene hatalma megosztja a nemek és a szexualitás közötti különbségeket. Matthew Lidsay (The Quietus) dicsérte a dalt, látványosnak nevezte, melynek nehéz ellenállni. Lidsay megjegyezte: Madonna debütáló kislemeze, lélegzetelállító beszédeivel, és táncos megnyilvánulásával egy sablon volt, melyet karrierje során újra megújítanak. 2012-ben Louis Virtel a The Backlot listán az "Everybody" című dalt a 2. helyre sorolta Madonna 100 Legnagyobb slágerei között. Kommentálva, hogy tagadhatatlan Madonna tehetségének példája.

### Sikerek
Az "Everybody" 12 inches változata nem került fel a Billboard Hot 100-as listára az Egyesült Államokban. Azonban 1983. január 22-én felkerült a Billboard's Bubbling Under Hot 100-as kislemezlistára, ahol a 107. helyezést érte el. A dal gyorsan haladt felfelé a slágerlistán, én ez lett Madonna első dala, mely felkerült a Billboard Hot Dance / Club Play slágerlistára, ahol a 3. helyezést érte el. Az elsők között volt a WKTU nevű rádióállomás, mely elkezdte játszani a dalt, és 1982. december 11-én saját "Playlist Top Add On" nevű játszási listájába beillesztette. A kislemezből a megjelenés óta 250.000 példány fogyott el, és a dal segített Madonnának, hogy elkészítse első magazin fotóját, mely a Dance Music Report magazinban jelent meg. Ő egy másik együttes, a Jekyll and Hyde csaspatot jelölték meg az olvasók. A magazin olvasói véleményekre támaszkodva közvélemény kutatást tartott az eladott kislemezekkel kapcsolatban, melyet végül Madonna nyert, és ő került a címlapra.

## Videóklip
A Sire Records úgy forgalmazta az "Everybody" című kislemezt, mintha Madonna fekete bőrű eladó lenne. Ezt a tévhitet a dal zenei videójának megjelenése enyhítette. A dalhoz készült zenei videó fontosságát illetően Madonna megjegyezte: "Ha nem lenne videó a dalhoz, nem hiszem, hogy a középnyugatbeli gyerekek tudnának rólam. Így a klipet mindenki láthatja mindenhol. Ennek tényleg elég sok köze van az albumom sikereihez."  Madonna meghívta a Sire Records vezetőit, köztük Steint és Rosenblattot a New York-i Danceteria éjszakai klubba, ahol előadta az "Everybody" című dalt, melyre éjszaka 300 fős közönség előtt került sor. Madonna és a táncosok egy koreográfiát tanultak be a dalra, melyet később avantgárd táncosok is használtak, és úgynevezett diszkó fellépésnek tartottak. Látva az előadást, rájöttek arra is, hogy Madonna vizuálisan lenyűgözőnek tűnik, és megrendeltek egy házon belüli videót az országszerte működő klubok számára, akik táncvideókat használnak.
Rosenblatt felvette a kapcsolatot Ed Steinberggel, aki a Rock America nevű céget vezette, és megkérdezte tőle, hogy lenne-e pár órája arra, hogy zenei videót készítsen az "Everybody" című számhoz Madonnával, a következő Danceteria előadásán. Az ötlet az volt, hogy a videót promócióként játsszák az Egyesült Államokban, hogy az emberek megismerjék Madonnát, és előadásmódját. Rosenblatt 1000 dollárt ajánlott fel Steinbergnek a házon belüli videóért, mely azért volt nevetséges, mert ebben az időben olyan művészek, mint a Duran Duran vagy Michael Jackson hat számjegyű összegeket költöttek videókra. Végül 1500 dollárban állapodtak meg. Az alacsony költségvetésű videót Steinberg rendezte, aki javasolta, hogy készítsék el a videót a Paradise Garage nevű meleg klubban az élő előadás helyett. Madonna barátja Debi Mazar volt a sminkes, aki csatlakozott a többi táncoshoz, nevezetesen Erika Belle és Bags Rilez-hez. Mazar néhány barátjával érkezett a klubba, hogy tömegként részt vegyenek a forgatáson, köztük Michael Stewart afro-amerikai művészt. Steinberget lenyűgözte Madonna professzionalizmusa, és segített a kazetták másolásában, melyeket elküldtek Amerika összes éjszakai klubjába, ahol videodiszkók működtek. Ez a promóciós elősegítette a dal sikerét, és országos slágerré vált.
A videóban, amelyet 1982 decemberében forgattak, Madonna és két táncos látható, akik egy klubban táncolnak, miközben a háttérben fény villog. A felvételek során közeli képeket mutatnak, melyben Madonna táncol, kabátot és szemüveget viselve. Douglas Kellner a Médiakultúra: Kulturális tanulmányok, identitás és politika a modern és posztmodern közötti könyvében megjegyezte, hogy Madonna már az első videójával divatot teremtett, és szexualitást sugárzott, melyben egyediként jelent meg, csábítóként hatva a nézőkre. A Fab Five Freddy nevű együttes emlékezetében Madonna vonzotta azokat videóival, akik igényesek voltak az utcán, és hozzáértőbbek, valamint ízlésesek voltak.

## Élő előadások
Madonna először 1982. december 18-án adta elő a dalt a Haoui Montaug No Entiendes kabarérevüjének részeként, a Danceteria második emeleti színpadán. 1983-ban az Egyesült Királyságba utazott, és a kislemezt a londoni Camden Palace-ban és a manchesteri The Haçiendában is előadta. Az 1985-ös The Virgin Tour turnén Madonna kék átlátszó topot viselt, mely felfedte fekete melltartóját, ila szoknyáját, csipkés nadrágját, és élénk mintájú kabátját. Különböző csatokat viselt a hajában, valamint a fülében és a nyakában is voltak ékszerek. Az "Into the Groove" című dal előadása végén Madonna a színpad körül táncolt, miközben az "Everybody" című dalt énekelték. Az előadást a Madonna Live: The Virgin Tour című videón is megjelentették. Madonna az "Everybody" dalt énekelte: "Dance and sing, get up and do your thing" majd folytatta az "Express Yourself" című dallal a Blond Ambition World Tour turné keretében.
A The Girlie Show (1993) részeként az "Everybody" mint záró dal hangzott el a turnén. Madonna rövidnadrágot, és egy egyszerű sárga és zöld V nyakú inget viselt, amely egy melltartóra volt rögzítve. Az előadás a Justify My Love után indult. A dal elején a Sly & the Family Stone "Everybody Is a Star" című dala csendült fel, majd a dal előrehaladtával felcsendült a "Dance to the Music" az "After the Dance" és az "It Take Two" zenék is. Jon Pareles a The New York Timestól az előadást teljesen korrektnek tartotta, ahol az "Everybody"-ra mindenki táncolt, és olyan volt mint egy táncverseny, nem pedig egy provokáció.
2005. november 15-én, Madonna tizedik stúdióalbuma, a Confessions on a Dance Floor népszerűsítése közben Madonna előadta a dalt egy koncerten a londoni Koko Clubban; David Cheal a The Daily Telegraph munkatársa szerint bársony nadrágban, bőrdzsekiben és csizmában, Farrah Fawcett-stílusú frizurával, ahol állítólag "semmit sem tartott vissza" az előadás során. 2006. április 30-án Madonna tollboát viselve adta elő a dalt a Coachella Fesztivál-on. A dal mintáit beépítették a Holiday előadásába a 2009-es Sticky & Sweet Tour-on.
2012. október 6-án Madonna előadta a dalt a The MDNA Tour-on San Jose-ban, hogy megünnepeljék a kislemez megjelenésének 30. évfordulóját. Madonna azt mondta: "A mai nap nagyon különleges számomra, mert ez az első kislemezem kiadásának 30. évfordulója. Emlékszem a csodálatos érzésre, amikor először hallottam a dalt a rádióban". Aidin Vaziri a San Francisco Chronicle-ból megjegyezte, hogy három évtizeddel később az egyszerű szinti-pop és R&B stílusú pop-dalt még mindig csodálatos meghallgatni. Ez nem egy szkript pillanat volt, amely véletlenül vált a show fénypontjává.
2015-ben a dal szerepelt a Rebel Heart Tour néhány állomásán, melyet egy flamenco stílusú egyvelegbe építettek bele a Dress You Up, Into the Groove és a Lucky Star című dalok közé. Az egyveleg során az énekesnő latin és cigány ihletésű ruhába öltözött, melyet a Guccitól Alessandro Michele készített. A kollekció flamenco kalapból, csipkéből, szoknyából, és testnadrágból állt.

## 40 éves jubileumi kiadás
A dal megjelenésének 40. évfordulója alkalmából 2022. november 25-én ismét kiadásra került a Record Store Day "Black Friday" napján 20.000 példányszámban 180 grammos vinyl lemezen. A limitált kiadás lemezcímkéje vadonatúj grafikát tartalmaz, mely kizárólag ebben az évfordulós kiadásban jelent meg, a klasszikus Madonna logóval, valamint a borítón Madonna arcképe látható, melyet Peter Noble fényképezett 1982-ben. Ez az eredeti kollázsképet cserélte fel ezen a kiadáson, mely eredetileg semmilyen formában nem tartalmazta Madonna képét. Viszont a "Madonna-Everybody" felirat az eredeti kiadáson is ugyanaz. A maxi lemezen a 12" verzión kívül a dub változat kapott helyet, ugyanúgy mint az eredeti kiadáson.
Magyarországon néhány boltban elő lehet rendelni, illetve megvásárolni.

## Számlista
| - US 12" single 1. "Everybody" – 5:56 2. "Everybody" (Dub Version) – 9:23 - US 7" Vinyl single 1. "Everybody" (7" Edit) – 3:58 2. "Everybody" (Instrumental Version) – 4:13 - UK 12" single 1. "Everybody" (Remix) – 6:16 2. "Everybody" (Dub Version) – 5:59 - UK 7" single 1. "Everybody" (Remix Edit)– 3:20 2. "Everybody" (Dub Version) – 4:40 | - Németország 5" CD single 1. "Everybody (Album Version)" – 4:55 2. "Everybody (Dub Version)" – 8:58 - FRA / ITA 12" Maxi Single 1. "Everybody" – 5:56 2. "Everybody" (Instrumental) – 9:23 - Németország/ UK CD Maxi Single 1. "Everybody" – 4:55 2. "Everybody" (Dub Version) – 8:58 |

Megjegyzés a 9:23 játékidejű dub verziók tévedések, mivel valójában 8:58 percesek. Az angol 7" és 12" inches kiadások tartalmazzák Rusty Egan és Steve Short remixét, melyet a Trident Studios Reduction Suiteban rögzítettek, és amely csak az Egyesült Királyságban jelent meg.

## Slágerlista
| Slágerlista (1982)                            | Legjobb helyezés |
| --------------------------------------------- | ---------------- |
| US Bubbling Under Hot 100 Singles (Billboard) | 7                |
| US Hot Dance Club Songs (Billboard)           | 3                |

## Közreműködő személyzet
A közreműködők névsora a 7" inches kislemez borítójáról származik.
- Madonna – ének, dalszöveg
- Mark Kamins – producer
- Butch Jones – szintetizátor, hangmérnök
- Reggie Lucas – gitárok, dobprogram
- Fred Zarr – szintetizátor, elektromos és akusztikus zongora
- Dean Gant – elektromos és akusztikus zongora
- Bobby Malach – tenorszaxofon
- Ed Walsh – szintetizátor
- Gwen Guthrie – háttérvokál
- Brenda White – háttérvokál
- Chrissy Faith – háttérvokál
- Christine Sauers – művészeti vezető, tervezés
- Lou Beach – borító